# ゲツセマネの祈り (クラナッハ、ドレスデン)

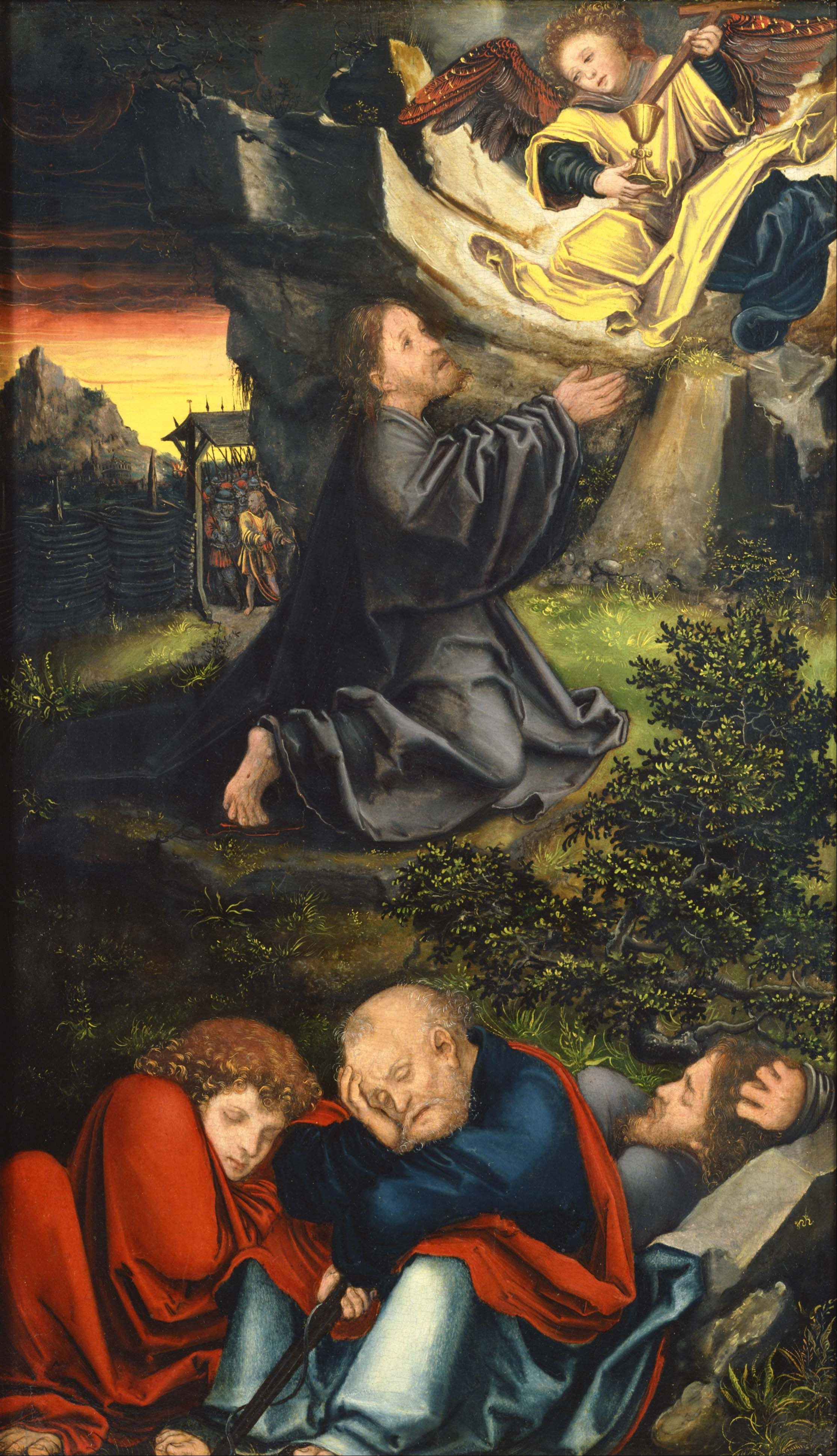
ルーカス・クラナッハ (父) 『ゲツセマネの祈り』 (1518年ごろ)、54 x 32センチ、国立西洋美術館、東京

『ゲツセマネの祈り』（ゲツセマネのいのり、独: Christus am Ölberg 、英: Agony in the Garden）は、ドイツ・ルネサンス期の画家ルーカス・クラナッハ (父) が1520年ごろ、菩提樹板上に油彩で制作した絵画である。主題は、『新約聖書』中の「マタイによる福音書」26章などで語られている「受難」を前にしたイエス・キリストの「ゲツセマネの祈り」で、画家が同主題で描いた何点かの作品のうちの1点である。本作は、ドレスデンのアルテ・マイスター絵画館に所蔵されている。

## 作品
「マタイによる福音書」 (26章36-46)、「マルコによる福音書」 (14章32-42)、「ルカによる福音書」 (22章39-46) によれば、「最後の晩餐」の後、イエス・キリストは使徒のペテロ、ヤコブ、ヨハネを連れ、オリーブ山の麓にあるゲツセマネの園へ向かう。到着すると、キリストは弟子たちに「起きて祈るように」命じてから、1人少し離れた場所で懸命に祈った。彼は自分が処刑に処せられることを知っており、神の意志のままに従うことに決めていたのである。キリストが祈る間、3人の弟子たちは誘惑に負けて、眠り込む。
画面中央の土地が一段高くなったところにキリストが、その左下にキリストの命令にも拘わらず眠り込んでしまった3人の使徒が描かれている。上部上部には十字架を手にした天使が現れている。天使の存在は、差し迫ったキリストの受難と神の恩寵を示唆する。
なお、東京の国立西洋美術館にも『ゲツセマネの祈り』が所蔵されており、本作より少し小さいが、構図の点で共通したものを持っている。相違点として、東京の作品ではキリストと天使の位置が左右反転しており、本作には描かれていないイスカリオテのユダに先導された群衆が左側に描かれている。